# Nemorius caucasicus
Nemorius caucasicus är en tvåvingeart som först beskrevs av Olsufjev 1937.  Nemorius caucasicus ingår i släktet Nemorius och familjen bromsar. Inga underarter finns listade i Catalogue of Life.